# اندی دوکراس
اندی دوکراس (انگلیسی: Andy Ducros؛ زادهٔ ۱۶ سپتامبر ۱۹۷۷) بازیکن فوتبال اهل بریتانیا است.
از باشگاه‌هایی که در آن بازی کرده‌است می‌توان به باشگاه فوتبال برتون آلبیون، باشگاه فوتبال ردیچ یونایتد، باشگاه فوتبال نانیتون تاون، باشگاه فوتبال کیدرمینستر هاریرس، باشگاه فوتبال کاونتری سیتی، و باشگاه فوتبال سولیهال مورس اشاره کرد.